# القاسم بن العباس
 القاسم بن العبَّاس بن عليّ بن أبي طالب (40 - 10 مُحرَّم 61 هـ / 660 - 10 أكتوبر 680 م) يعتبر في بعض المصادر أحد قتلى معركة كربلاء. أمه لبابة بنت عبيد الله بن العباس بن عبد المُطَّلِب.